# Charles Naine
 (septembre 2022).
Charles Naine (né le 27 juin 1874 à Nods et mort le 29 décembre 1926 à Préverenges) est un politicien socialiste et un journaliste suisse.

## Biographie
Dans sa jeunesse, Charles Naine apprend le métier d'horloger à La Chaux-de-Fonds et travaille d'abord dans cette ville dans une manufacture horlogère en 1893 à 1894, puis comme mécanicien à Fontainemelon de 1895 à 1897. 
Il étudie également le droit à l'université de Neuchâtel et obtient une licence en 1899. À La Chaux-de-Fonds, Naine travaille de 1901 à 1910 comme avocat et comme rédacteur et administrateur du quotidien socialiste La Sentinelle. Des séjours d'étude à Berlin (1900), Naples (1900) et Paris (1900/1901) ont influencé sa compréhension du socialisme à travers ses contacts avec August Bebel, Karl Liebknecht, Filippo Turati, Jean Jaurès et Charles Gide.
Avec son camarade d'école Ernest-Paul Graber, Naine bâtit le Parti socialiste de Suisse romande et joue un rôle actif dans de nombreuses grèves et manifestations. Tous deux professent ouvertement le pacifisme, ce qui, en 1903, vaut à Naine une condamnation pour avoir refusé de servir dans l'armée. En 1914, Naine et Graber sont les seuls membres du Conseil national à s'abstenir de voter les pleins pouvoirs au Conseil fédéral afin de ne pas avoir à approuver indirectement les emprunts militaires et la défense nationale. Il prend également une part active à des congrès pacifistes pendant la guerre et participe à la conférence de Zimmerwald en 1915. En raison de ses convictions pacifistes et idéalistes, Naine rejette toute violence pour atteindre des objectifs socialistes et est donc considéré comme un représentant modéré du socialisme radicalisé après la Grève générale de 1918. Avec Graber, il combat activement les communistes et les déviants autour de Jules Humbert-Droz au sein du SP.
Charles Naine est élu au Grand Conseil du canton de Neuchâtel en 1905, où il reste jusqu'en 1910.  Aux élections fédérales de 1911, les électeurs neuchâtelois l'ont élu comme premier socialiste du canton au Conseil national, dont il est membre jusqu'à sa mort en 1926. 
Après être devenu politiquement actif à Lausanne, il est élu au Grand Conseil du canton de Vaud en 1917 et dirige le journal Le Droit du Peuple de 1919 à 1924.
Naine est considéré comme un orateur extrêmement talentueux et comme un socialiste de la première heure en Suisse romande.